# Bundesstraße 255
De Bundesstraße 255 (kort: B255) is een bundesstraße in de Duitse deelstaten Hessen en Rijnland-Palts.
De B255 begint ten zuidwesten van het in Hessen gelegen dorp Weimar ten zuiden van de stad Marburg in de Landkreis Marburg-Biedenkopf. De weg loopt vervolgens door Biedenkopf en Herborn in het Lahn-Dill-Kreis en eindigt ten westen van Montabaur op de aansluiting Montabaur met de A3.	
De B255 is ongeveer 97 km lang.

## Routebeschrijving
De B255 begint op de afrit Weimar-Niederweimar aan de B3 en loopt als rondweg langs Weimar, komt door Lohra, passeert men Gladenbach waar men de B453 aansluit. De weg loopt door
Bischoffen en Mittenaar, dan vormt de weg  de rondweg van Herborn-Seelbachen sluit dan bij Burg in een kruising aan op de B277, waarna de twee samen de oostelijke rondweg van Herborn vormen. Bij afrit Herborn-Rehberg slaat de B255 westwaarts af en kruist bij de afrit Herborn-West de A45. DE B255 Dierdorf waar de B414 aansluit. De weg loopt verder door Rehe, Rennerod waar men op de rondweg de B54 kruist, Hellenhahn-Schellenberg, Höhn, Ailertchen, Langenhahn en Rothenbach. De B255 loopt naar Hahn am See waar ze kortstondig samenloopt met de B8. De B255 loopt verder door Ettinghausen, Oberahr en Niederahr en langs Boden, Moschheim en Heiligenroth en kruist bij afrit Montabaur de A3 en kruist een aansluiting op de B49. Bij afrit Montabaur-Wohngebiet Himmelfeld eindigt de B255 en gaat de B49 verder.